# Motorola V975/V980
O Motorola V975 é um telemóvel 3G desenvolvido pela Motorola. Embora maior e mais pesado do que os telemóveis flip GSM comparáveis da época, suportava serviços da “próxima geração”, como as videochamadas, graças à sua ligação UMTS 3G. Foi anunciado em 27 de julho de 2004 , juntamente com vários outros telemóveis da marca , e foi lançado nos mercados europeu e asiático no final de 2004 .
As funções do Motorola V975 incluem as de um telemóvel com câmara, um leitor multimédia portátil, para além de mensagens de texto. Tem conectividade Bluetooth, um leitor de MP3 integrado, uma câmara digital VGA com zoom de 4x , 16 MB de memória interna e até 256 MB de memória adicional sob a forma de um cartão TransFlash. Para além da videotelefonia, possui um navegador Web, um cliente de correio eletrónico, MMS e copiar/cortar/colar .
O V975 foi o primeiro telemóvel flip 3G da Motorola. Também foi lançado um equivalente em um formato diferente do design flip, chamado Motorola C975, com formas mais retangulares . Uma variante do Motorola V975, denominada Motorola V980, foi lançada especificamente para a Vodafone . A versão japonesa chama-se Vodafone 702MO. O V980 também tinha um equivalente com formato retangular, chamada C980.
O Motorola V980 foi sucedido pelo Motorola V1050, exclusivo para a Vodafone. A sua versão actualizada, originalmente V1150, tornou-se o Motorola Razr V3x .